# Vlkyňa
Vlkyňa este o comună slovacă, aflată în districtul Rimavská Sobota din regiunea Banská Bystrica, pe malul râului Rimava⁠(d). Localitatea se află la altitudinea de 162 m deasupra n.m., se întinde pe o suprafață de 11,71 km2 și în 2017 număra 389 de locuitori.

## Istoric
Localitatea Vlkyňa este atestată documentar din 1216.

## Demografie
| An:                | 1994 | 2004    | 2014    | 2024   |
| ------------------ | ---- | ------- | ------- | ------ |
| Număr de persoane: | 306  | 337     | 403     | 401    |
| Diferență:         |      | +10,13% | +19,58% | −0,49% |

| An:                | 2023 | 2024   |
| ------------------ | ---- | ------ |
| Număr de persoane: | 383  | 401    |
| Diferență:         |      | +4,69% |